# Super Bass
"Super Bass" é uma canção da cantora e compositora Nicki Minaj. Foi lançada como o sexto single do seu álbum de estreia Pink Friday, em 5 de abril de 2011. Escrita por Minaj, juntamente com Daniel Johnson e Ester Dean, a canção sem créditos tem vocais de Dean e produção de Kane. De acordo com Minaj, a letra da música conta a história de um homem pelo qual tem uma queda, pelo que tem pretensões de "ficarem íntimos", mas com uma abordagem divertida. A canção atrai do hip hop, R&B, enquanto elementos de infusão de pop e rap de Minaj.
"Super Bass" recebeu críticas positivas e a canção foi elogiada por seu gancho memorável e contexto lírico. Ele recebeu atenção de outras estrelas pop, tais como Taylor Swift e Selena Gomez. A capa não planejada feita por Swift levou Minaj a lançar, eventualmente, "Super Bass" como single. Nos Estados Unidos, a canção alcançou o nº3 na Billboard Hot 100.
O videoclipe para o single foi gravado em março de 2011, pelo diretora Sanaa Hamri. Foi inicialmente previsto para estrear no programa de videoclipes 106 & Park da BET, em 27 abril de 2011, contudo houve um imprevisto que levou que somente em 5 de maio de 2011 por razões desconhecidas. A música que acompanha o videoclipe recebeu críticas positivas.
O single vendeu ao todo 15 milhões de cópias em todo o mundo contando com streamings, e 10 milhões de cópias puras, conquistando o recorde de música mais vendida por uma rapper no mundo inteiro, além de receber 8 vezes platina pelo RIAA atualizadas em 2013. Em 2018 Super Bass teve o certificado de diamante pela RIAA. Com isso, Nicki Minaj é a primeira e única rapper a obter um single com 10 milhões de vendas em território estadunidense. É o single mais bem sucedido de seu álbum, Pink Friday, e um dos mais famosos de toda a carreira de Minaj.

## Antecedentes
"Super Bass" foi escrito por Minaj, juntamente com Daniel Johnson e Dean Ester. A produção da canção foi feita por Kane. Em entrevista à estação de rádio americana KIIS FM 102,7, Minaj indicou que a promoção não solicitada de Taylor Swift da música influenciou-a a lançar a canção como single. Ela afirmou, "Taylor Swift fez uma entrevista sobre 'Super Bass e [com que] descolasse nos Estados Unidos com o tipo de pessoas que a conhecem. É realmente estranho como tudo acontece. Nós não planejamos as coisas assim."

## Composição
"Super Bass" extrai o Hip Hop, R&B e Rap, enquanto há uma infusão de elementos do pop  combinados com um gancho otimista. Ela usa uma batida que é intercalada com efeitos digitais e graves fortes.
Brad Wete da Entertainment Weekly afirmou que o canção descreve o tipo de homem de Minaj. Charley Rogulewski da The Boombox da AOL descreveu a canção como a canção pop mais amigável lançada por Minaj, com uma vibe "super-cativante". Descrito como um lado mais leve de Minaj por Jessica Sinclair, da Long Island Press, a canção fica mais em profundo e um gancho optimista que "fica no ouvido".

## Recepção
Wesley Case do The Baltimore Sun deu a música uma análise muito positiva, afirmando que era um "hit óbvio". Comparou o música para o resto do Pink Friday afirmando que é potente.  muito mais tarde acrescentou: "Pink Friday é pequena em memoráveis, mas 'Super Bass é uma exceção". Rap-Up descreveu o canção como "infecciosa". Jessica Sinclair de Long Island Press elogiou Minaj por ter "papel central" na música, devido ao seu desempenho individual, e acrescentou que ao fazer isso Minaj criou um sucesso. Sinclair adicionalmente comentou sobre a música como um lado mais leve Minaj, e elogiou o gancho como otimista e acrescentou que "realmente fica". Rosie Gray de BlackBook elogiou a canção como um "assassino". Alex Pielak do Metro em comparação Minaj "Super Bass" de Beyoncé Knowles "Move Your Body", afirmando que "Nicki ganha para o grande número de palavras que ela conseguiu enfiar dentro - e, portanto, leva o cara ".

## Videoclipe

### Desenvolvimento
Eu só queria fazer algo real colorido e bonitinhos. Este é um mundo gelado, é um mundo sexy, é um mundo divertido. Claro que tenho montes de doces do olho para minhas meninas e meus meninos [...] Nós temos um monte de pequenas surpresas em armazenamento para este vídeo, [...] Eu gostaria de colocar para fora 50 vídeos. Os vídeos realmente contam a história muito mais elaborada do que a música faz.

Minaj explicando a inspiração dos vídeos.

Capturas do clipe.

Em 10 de março de 2011, Minaj revelou durante uma entrevista à MTV News que ela estava gravando um vídeo para "Super Bass" com o diretora Sanaa Hamri, explicou a conceito vídeos afirmando que ela queria que o vídeo seja cheio de olhos doces e que ela queria que fosse colorido. Em 26 de abril de 2011, Minaj revelou um sneak peek do vídeo da música no 106 & Park da BET. A prévia mostrou Minaj com uma peruca rosa com similarmente vestidos de dançarinos dançam a música, vestindo um uniforme de tops branco, short jeans, botas brancas de trabalho com diferentes rendas coloridas.
Originalmente, o vídeo foi previsto para estreia no 106 & Park para 27 de abril de 2011, mas Minaj revelou no Twitter que o vídeo não estrearia no programa e que o lançamento seria adiado, por razões desconhecidas, twittando "Super Bass" não estreara amanhã". O vídeo estreou na no Youtube em 5 de maio de 2011. Atualmente, o clipe tem mais de 780 milhões de acessos no YouTube, se tornando o segundo maior sucesso solo de Minaj, na plataforma.

### Sinopse
O vídeo da música começa com um close-up de Minaj quanso ela abre os olhos e começa a piscar convulsivamente quando a música começa. Nos cifrões da canção, tem adereços da Barbie; uma Ferrari rosa, avião rosa e uma piscina rosa, são mostrados Minaj contemplando o que está dizendo no versos. Minaj depois começa a provocar os homens, alto-falantes e uma motocicleta de gelo são intercaladas em cena. Quando o refrão começa, Minaj é vista fazendo a coreografia com suas dançarinas de cabelo rosa. Enquanto o vídeo continua, Minaj é vista com uma peruca verde em uma piscina com homens, jogando uma água rosa. Minaj a seguir continua a andar na moto feita de gelo, enquanto vestindo um apertado bodysuit rosa estampada com estampas girafa, uma peruca metade-loira e metade-rosa, sombra e batom rosa de ouro brilhante, e é adicionalmente é vista jogando água rosa na piscina. Minaj então começa a fazer seu lap-dances no escuro, com luz fluorescente dando o tom brilhante das dançarinas, depois Minaj aparece brilhanado no escuro com os lábios brilhantes, cabelo e maquiagem. O vídeo termina com Minaj no escuro, mordendo seu dedo.

### Recepção
D.L. Chandler do Rapfix elogiou os visuais do vídeo escrevendo, "é um assunto visual deslumbrante, se nada mais". Contessa Gayle da AOL musics analisou o vídeo destacando a brilho de vídeos no cena escura lap dance escrevendo, "O destaque do vídeo dirigido por-Sanaa Hamri? O que brilha no escuro, cena do lap-dance." No dia da estreia, Rap-Up elogiou a vídeo como "vibrante". MTV do Reino Unido encontrou assinatura de Minaj no lap dance "picante" e elogiou o uso de grampos "os homens bonitão" e "ultrajante flertação". Brad Wete da Entertainment Weekly afirmou que há uma abundância de "colírio" para homens e mulheres, afirmando que Minaj "catracas o apelo sexual" no clipe. The Sun favoreceu a iluminação fluorescente no cenário do vídeo afirmando que "Ela seria uma boa pessoa para ter com você em Glasto quando você está tentando encontrar a sua tenda". Wesley Case do The Baltimore Sun elogiou a vídeo, que consideram muito estilizados que "parece uma história em quadrinhos ganhando vida".

## Faixas
- Download digital[24]

1. "Super Bass" – 3:19

- CD single do Estados Unidos[25]

1. "Super Bass" – 3:21
2. "Moment 4 Life" – 4:39

- CD single promocional do Reino Unido[26]

1. "Super Bass" – 3:21

## Desempenho nas paradas
Na semana de 14 de maio de 2011, Super Bass estreou na posição 98 na Billboard Hot 100. Na semana seguinte, subiu 50 posições chegando ao número 48. Em sua 14ª semana, a canção atingiu o seu pico de número 3 na Hot 100, bem como permanecendo por 39 semanas nas paradas americanas, sendo 38 no top 50.
A Partir de março de 2012, a canção já vendeu mais de 4 milhões de cópias nos Estados Unidos, tornando se a primeira vez que uma rapper feminina consegue esse feito, e em maio do mesmo ano, foi certificada Platina quádrupla nos Estados Unidos por ter vendido mais de 4 milhões de cópias. Atualmente, é a música de uma rapper feminina mais vendida mundialmente.
| Chart (2011)                                      | Melhor posição |
| ------------------------------------------------- | -------------- |
| Australia (ARIA)                                  | 6              |
| Australia Urban (ARIA)                            | 2              |
| Bélgica (Flanders Tip)                            | 3              |
| Brazil (Billboard Hot 100 Airplay)                | 20             |
| Brazil (Billboard Hot Pop & Popular)              | 5              |
| Canada (Canadian Hot 100)                         | 6              |
| França (SNEP)                                     | 85             |
| Irlanda (IRMA)                                    | 18             |
| Nova Zelândia (RIANZ)                             | 3              |
| Escócia (The Official Charts Company)             | 8              |
| Reino Unido R&B (The Official Charts Company)     | 3              |
| Reino Unido Singles (The Official Charts Company) | 8              |
| EUA Billboard Hot 100                             | 3              |
| EUA Hot R&B/Hip-Hop Songs                         | 6              |
| EUA Pop Songs                                     | 3              |
| EUA Rap Songs                                     | 2              |

### Certificações
| Austrália - ARIA      | 6× Platina  |                       |         |
| Estados Unidos - RIAA | 1× Diamante | Nova Zelândia - RIANZ | Platina |
| Reino Unido Ouro      |             |                       |         |

| País                  | Certificação |
| --------------------- | ------------ |
| Austrália - ARIA      | 6× Platina   |
| Estados Unidos - RIAA | 9× Platina   |
| Nova Zelândia - RIANZ | Platina      |
| Reino Unido - BPI     | Prata        |

| País                  | Certificação |
| --------------------- | ------------ |
| Austrália - ARIA      | 6× Platina   |
| Estados Unidos - RIAA | 9× Platina   |
| Nova Zelândia - RIANZ | Platina      |
| Reino Unido - BPI     | Prata        |

| País                  | Certificação |
| --------------------- | ------------ |
| Austrália - ARIA      | 6× Platina   |
| Estados Unidos - RIAA | 9× Platina   |
| Nova Zelândia - RIANZ | Platina      |
| Reino Unido - BPI     | Prata        |

| País                  | Certificação |
| --------------------- | ------------ |
| Austrália - ARIA      | 6× Platina   |
| Estados Unidos - RIAA | 9× Platina   |
| Nova Zelândia - RIANZ | Platina      |
| Reino Unido - BPI     | Prata        |

| País                  | Certificação |
| --------------------- | ------------ |
| Austrália - ARIA      | 6× Platina   |
| Estados Unidos - RIAA | 9× Platina   |
| Nova Zelândia - RIANZ | Platina      |
| Reino Unido - BPI     | Prata        |

| País                  | Certificação |
| --------------------- | ------------ |
| Austrália - ARIA      | 6× Platina   |
| Estados Unidos - RIAA | 9× Platina   |
| Nova Zelândia - RIANZ | Platina      |
| Reino Unido - BPI     | Prata        |

| País                  | Certificação |
| --------------------- | ------------ |
| Austrália - ARIA      | 6× Platina   |
| Estados Unidos - RIAA | 9× Platina   |
| Nova Zelândia - RIANZ | Platina      |
| Reino Unido - BPI     | Prata        |